# ركاب (تشريح)
الرِّكَاب (الإنجليزيّة: Stirrup، اللاتينيّة: Stapes) عظمٌ يوجد في الأذن الوسطى عند الإنسان وثدييات أخرى، تشارك عظمة الرِّكَاب في إيصال الاهتزازات الصوتية إلى الأذن الداخلية. يأخذ العظم شكل الركاب (و هو سبب التسمية) و يقوم بنقل الاهتزازات إلى النافذة البيضيّة. يُعتبر عظم الرِّكاَب أصغر وأخف عظم في الجسم وزناً، واشتُقَّ اسمه لتشابهه مع ركاب سرج الخيل.

## البنية

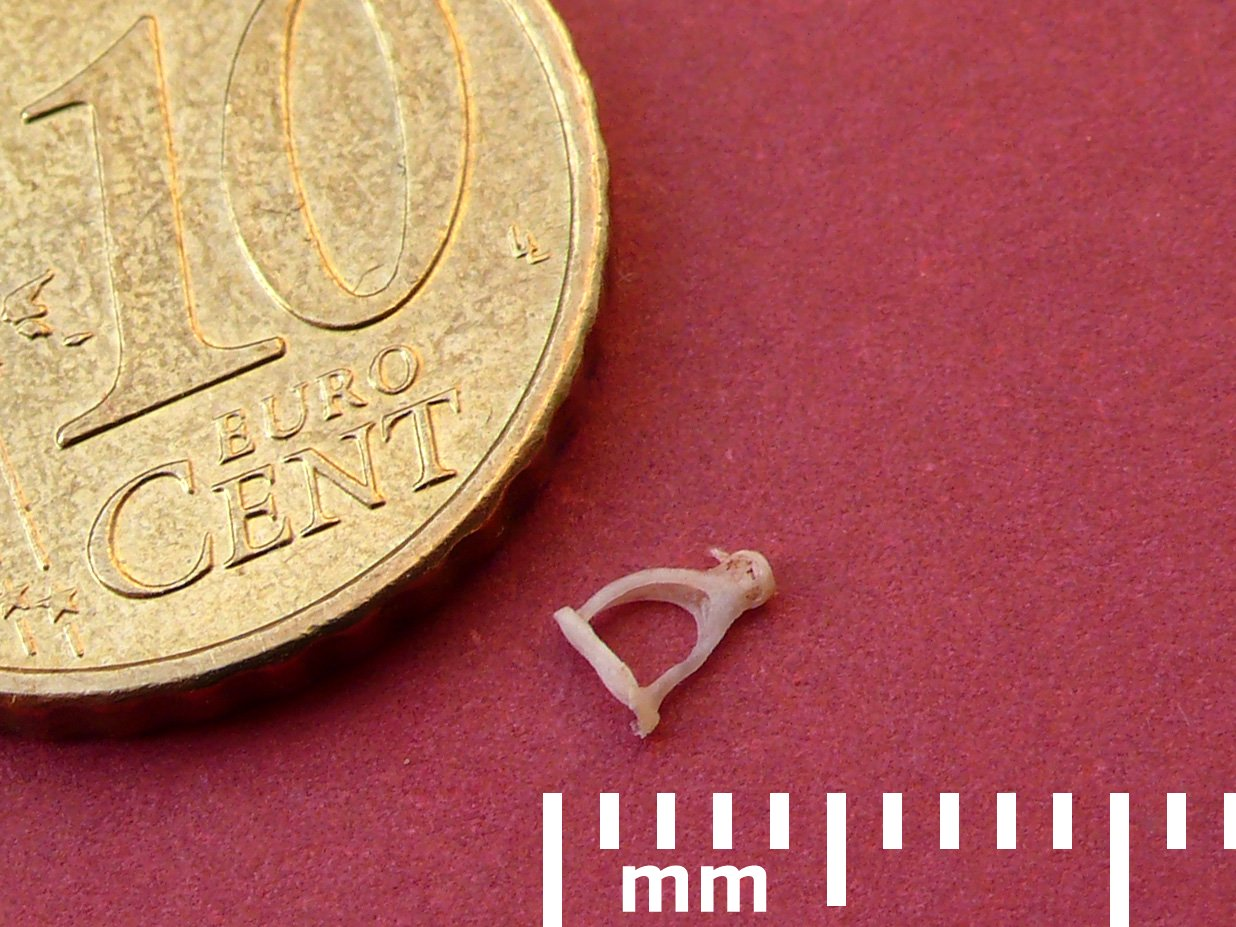
حجم عظم الرِّكَاب مُقارنةً بعملة من فئة 10 سنت ليورو.

الرِكَاب هو العظم الثالث من العُظيمات الثلاث في الأذن الوسطى. يأخذ عظم الركاب شكل ركاب الحِصَان، وهو أصغر عظم في جسم الإنسان. يقع عظم الرِكَاب على النافذة البيضية، ويرتبطان معاً بواسطة الرباط الحَلَقِيّ. يُوصَف عظم الرِكَاب بأنه يمتلك قاعدة ترتكز على النافذة البيضيّة، ورأس يتمفصل مع عظم السندان ويرتبط الرأس بالقاعدة معاً بساقين (اللاتينيّة: crura).:862 يتمفصل الركاب مع السندان من خلال المفصل السَّنَدانِيّ الرِكَابِيّ. يقيس عظم الرِّكَاب تقريباً 3x2.5 مم وبالتالي فهو أصغر عظام جسم الإنسان.

### التطور
يتطور عظم الرِّكَاب من القوس البلعومية الثانية خلال الأسابيع من السادس إلى الثامن من الحياة الجنينية. يعود الجوف المركزي للرِّكَاب، الثُّقبة السُّدَادِيّة، يعود إلى وجود الشريان الرِّكَابيّ جنينيَّاً، والذي عادةً ما يتراجع.

### الحيوانات
الرِّكَاب أحد عُظيمات السمع الثلاث عند الثدييات أيضاً. في رباعيات الأرجل غير الثدييات يُدعى العظم المقابل للرِّكَاب عادةً بالعُمَيْد (تصغير عمود)، على أي حال، ففي الزواحف يمكن استخدام أي من المصطلحين السابقين. في الأسماك، العظم المقابل يُدعى العظم اللامِيّ الفَكِّيّ، وهو جزء من القوس الغُلصُمِيّ وهو يدعم إما المُتَنَفَّس أو الفك، اعتماداً على النوع (نوع الحيوان). أما المصطلح المُكافئ في البرمائيات باللغة اللاتينيّة pars media plectra الذي يعني الجزءالأوسط من الريشة.:481–482

### التنوع
يظهرالرِّكَاب ثابتاً نسبيَّاً في حجمه في مختلف المجموعات الإثنيّة. في 0.01-0.02 % من الناس لا يتراجع الشريان الرِّكَابي، بل ويستمر في الثقبة المركزيّة. في هذه الحالة، يمكن للشخص أن يسمع صوت نابض في الأذن التي لم يتراجع فيها الشريان، أو قد لا تكون هناك أعراض على الإطلاق. و نادراً ما يغيب عظم الرِّكَاب بشكل كامل.:262

## الوظيفة
يقع عظم الرِّكَاب بين عظم السندان والأذن الداخلية، ويقوم بنقل الاهتزازات الصوتية من المطرقة إلى النافذة البيضية وهي عبارة عن فتحة مُغطَّاة بغشاء تودي إلى الأذن الداخليّة. يستقرُّ عظم الرِّكَاب في مكانه بواسطة العضلة الرِّكَابيّة أيضاً، التي يعصِّبُها العصب الوجهي.:861–863

## ارتباطات سريرية
تصلُّب الأذن الوسطى مرضٌ خلقيّ أو تلقائي البداية يتظاهر بتجدُّد عظام غير طبيعي في الأذن الداخليّة، غالباً يؤدي هذا إلى التحام عظم الرِّكَاب بالنافذة البيضيّة مما يعوق من قدرتها على نقل الصوت، وهو أحد أسباب فقدان السمع التوصيلي.يوجد تصلُّب الأذن السريري في حوالي أكبر نسبة بالمئة من الناس، وجديرٌ بالذكر أنه شائع بأشكال لا تُسبِّب فقدان ملحوظ في السمع. كما أن تصلُّب الأذن أكثر احتمالاً في الفئات العمريّة الصغيرة والإناث. يوجد علاجان لهذه الحالة هما استئصال الرِّكَاب (الإنجليزيّة: Stapedectomy) و هو عملية جراحيّة لإزالة الركاب واستبداله بدلة اصطناعيّة، وبضع الرِّكَاب (الإنجليزيّة: stapedotomy) و هي خلق ثقب صغير في قاعدة الرِّكَاب ومن ثم إدخال بدلة اصطناعية داخل الحفرة. :661 قد تكون الجراحة مُعقَّدة من خلال الشريان الرِّكَابي فيما إذا كان مستمراً أو الأضرار المرتبطة بتليُّف قاعدة العظم أو تصلُّب الأذن المُسِدّ مما يؤدي على محو القاعدة. :254–262

## التاريخ

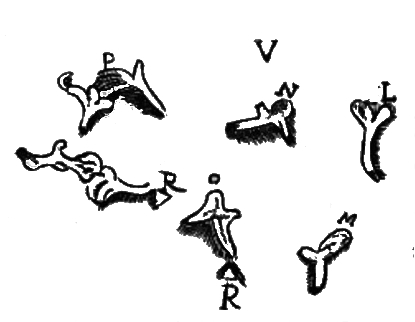
وُصف الرِّكَاب من قِبَل جيوفاني فيليبُّو إنجراسيا (مُشار إليه في الرسم بالحرف M).

يُوصف الرِّكَاب عادة بأنه قد اِكتُشِفَ من طرف الأستاذ جيوفاني فيليبُّوانجراسيا عام 1546 في جامعة نابولي فيدريكو الثاني، على الرغم من أنه ما يزال موضع جدل، حيث نُشر وصف انجراسيا بعد وفاته في تعليقه التشريحي عام 1603 على كتاب  In Galeni librum de ossibus doctissima et expectatissima commentaria. عالم التشريح الإسباني بيدرو جيمينو هو أول من نُسِبَ إليه مع نشره وصفاً في Dialogus de re medica عام 1549. و قد أُطلِقَ على العظم اسمه بسبب شبهه برِكَاب الحصان (اللاتينيّة: Stapes) و هذه الكلمة مثال عن كلمة لاتينية متأخرة ربما نشأت في العصور الوسطى من «أن يقف» (اللاتينيّة: Strapia) حيث لم يكن هناك ركاب في العالم المتحدِّث باللاتينيّة الباكرة.

## معرض صور

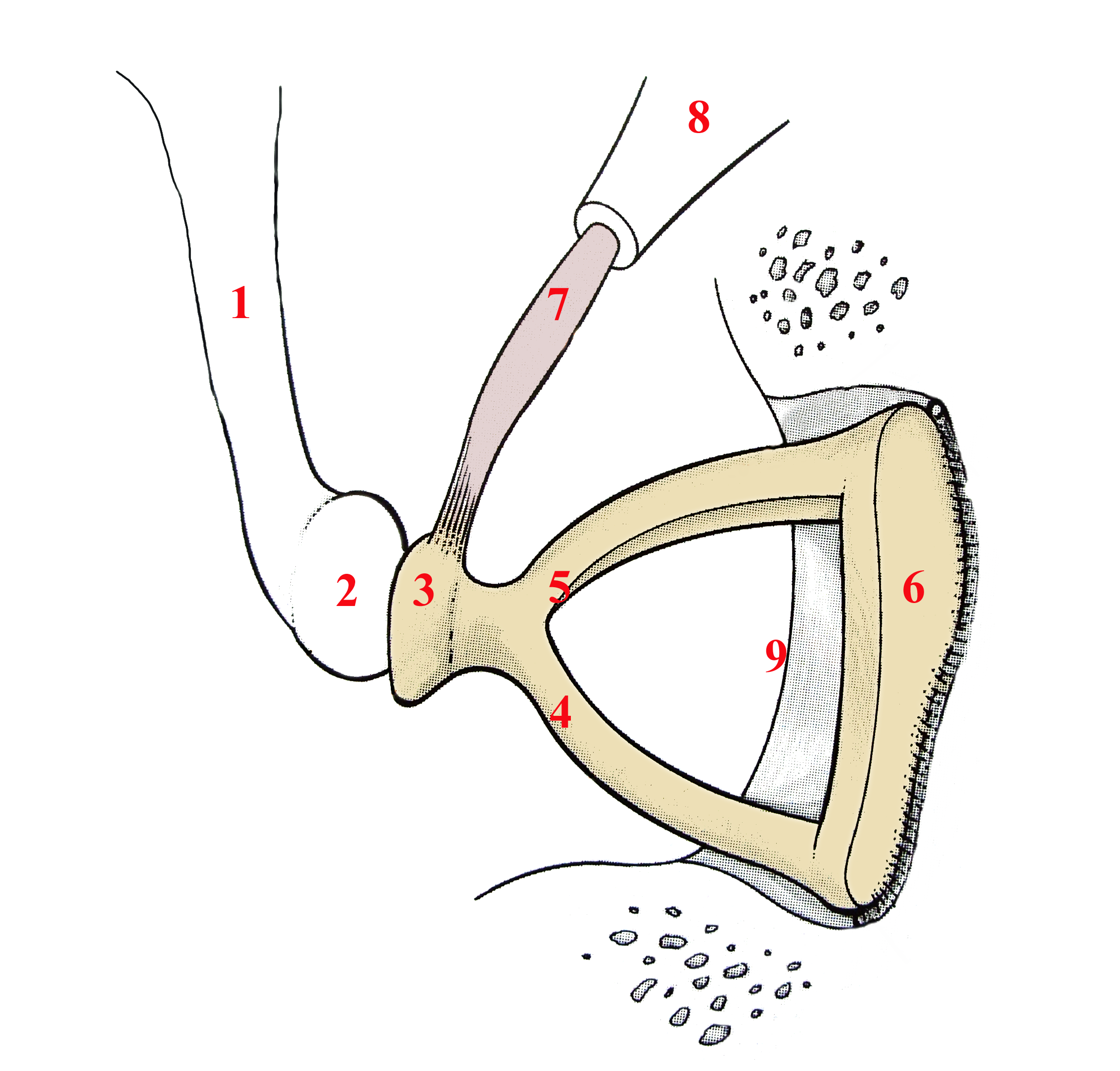
الرِّكاب: 1) الساق الطويلة للسندان 2) الناتئ العدسي 3) رأس الرِّكاب 4) الساق الأمامية 5) الساق الخلفية 6) القاعدة 7) العضلة الركابية 8) البارزة الهرمية 9) النافذة البيضوية وتسمى أيضاً النافذة الدهليزية
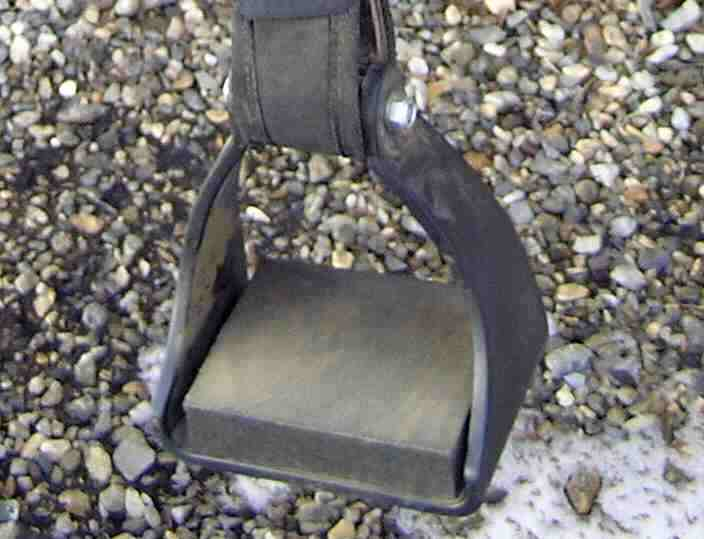
صورة للركاب وهو جزء من أجزاء السرج، وهو يشبه العظيمة الموجودة في الأذن الوسطى والتي تسمى الركاب.